# Héxapla
Hexapla (em grego:  Ἑξαπλά, "sêxtuplo") é uma edição da Bíblia editada em seis versões diferentes alinhadas lado-a-lado. Ela se aplica particularmente para a edição do Antigo Testamento compilada por Orígenes.

## Hexaplade Orígenes
Orígenes compilou seis versões, em grego e hebraico), da Bíblia:
1. Uma versão em hebraico
2. A chamada Secunda – em hebraico transliterado em caracteres gregos.
3. A versão de Áquila de Sinope
4. A versão de Símaco, o Ebionita
5. Uma recensão da Septuaginta, com (i) interpolações para indicar onde falta um trecho do hebraico - tomados principalmente do texto de Teodócio e marcados com asteriscos, e (ii) indicações, utilizando sinais chamados obeloi (singular: obelus), nos trechos onde palavras, frase ou, ocasionalmente, seções maiores da Septuaginta não refletem o original hebraico.
6. A versão de Teodócio

## Publicações
Esta recensão eclética da Septuaginta de Orígenes teve uma significativa influência no texto do Antigo Testamento em diversos manuscritos importantes, como o Codex Sinaiticus. A obra original, que acredita-se ter tido por volta de 6.000 páginas em 50 volumes e que provavelmente só existiu em uma única cópia, parece ter sido abrigada na biblioteca dos bispos de Cesareia por séculos, mas que se perdeu o mais tardar durante a invasão islâmica em 638. Os fragmentos sobreviventes e cópias parciais apareceram em diversas edições, como por exemplo a de Frederick Field (1875).
Estes fragmentos estão, em 2012, em processo de re-publicação (com material adicional descoberto desde a edição de Field) por um grupo internacional de acadêmicos da Septuaginta, no projeto chamado "The Hexapla Project" sob os auspícios da International Organization for Septuagint and Cognate Studies e dirigido por Peter J. Gentry (do Southern Baptist Theological Seminary), Alison G. Salvesen (da Oxford University) e Bas ter Haar Romeny (da Universidade de Leiden).